# San Ignacio (Paraguay)
Pour les articles homonymes, voir San Ignacio.
San Ignacio est une ville et un district du Paraguay, situé dans le département de Misiones à 225 km d'Asuncion.
La ville a été fondée en 1609.
En 2008, la population était de 24 408 habitants.

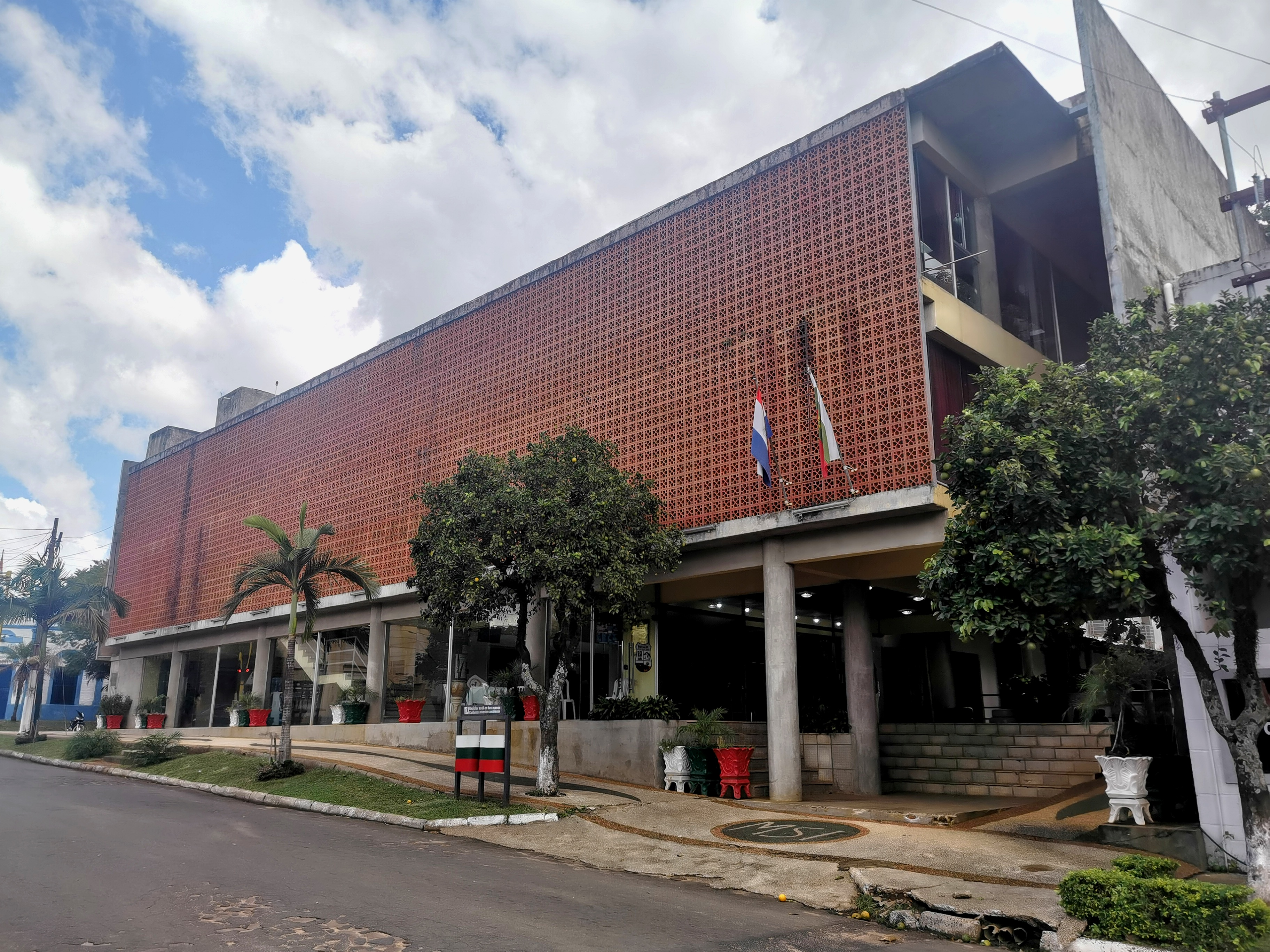
Hôtel de ville de San Ignacio Guazú

.